# Mikaela Blomqvist
Mikaela Charlotte Blomqvist, född 26 januari 1987 i Göteborg, är en svensk litteratur- och teaterkritiker. Hon är också en aktiv samhällsdebattör som regelbundet skriver debattartiklar och kulturkrönikor i Göteborgs-Posten.

## Biografi
Blomqvist är utbildad psykolog, och är yrkesverksam inom öppenvården i Göteborg. Som kritiker har hon medverkat i Aftonbladet, Göteborgs-Posten och på poesikritiksajten Örnen och kråkan, samt i podcasten Gästabudet tillsammans med Lyra Ekström Lindbäck, Rebecka Kärde och Victor Malm.
Blomqvist blev år 2018 invald som en av fem externa ledamöter i Svenska Akademiens Nobelkommitté. Sedan 2020 är hon redaktionsmedlem i tidskriften Arche.
År 2018 tilldelades Blomqvist Svenska Akademiens kritikerpris om 100 000 kronor, och i april 2019 prisades hon av Kurt Aspelins minnesfond med motiveringen: ”Hennes skarpsynta analyser på lustfylld och tillgänglig kritikerprosa har säkerheten hos en kritiker som obekymrad av trender och lojaliteter urskiljer kvalitet och ger sina omdömen slagkraftiga och tydliga uttryck.”
I februari 2024 tilldelades hon Expressens Björn Nilsson-pris 2023 för god kulturjournalistik, med motiveringen ”Från salonger och läsesalar skjuter hon prick på kulturens ömmaste tår. När andra viskar i kulisserna står denna kritiker orubblig som en staty på Götaplatsen. För läsarna, på djupet.”

## Priser och utmärkelser
- 2018 – Svenska Akademiens kritikerpris[6]
- 2019 – Stipendium ur Kurt Aspelins minnesfond[10]
- 2024 – Expressens Björn Nilsson-pris för god kulturjournalistik för 2023.[11]